# Cmentarz komunalny we Fromborku
Cmentarz komunalny we Fromborku – cmentarz we Fromborku przy ul. Braniewskiej, założony w 1824 roku, współcześnie jedyny czynny w mieście.

## Historia cmentarza

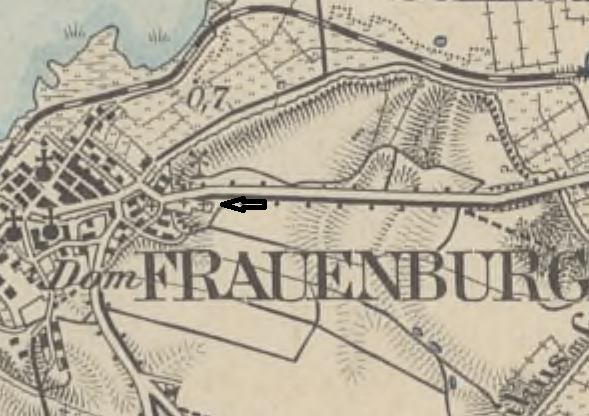
Cmentarz, 1913 rok

Cmentarz został założony w 1824 roku jako cmentarz parafii rzymskokatolickiej św. Mikołaja we Fromborku, ponieważ na dotychczasowym – położonym przy kościele cmentarzu – brakowało już miejsca na dalsze pochówki. Nieprzypadkowa pozostaje zbieżność daty lokalizacji cmentarza z wytyczoną i zbudowaną w tym samym czasie (1824–1826) drogą poczty konnej, przy której jest położona (współcześnie ul. Braniewska). Po II wojnie światowej, pod koniec lat 60., rozplantowano na nowo teren cmentarza, likwidując niemal wszystkie przedwojenne nagrobki. W 1970 zlikwidowano bez śladu również część cmentarza znajdującą się po drugiej stronie ulicy ZHP, przy kaplicy św. Jerzego (widoczny na mapie z roku 1913).
Do czasów współczesnych zachowało się na cmentarzu zaledwie kilkanaście nagrobków z inskrypcjami w języku niemieckim, najstarszy czytelny z detalem kotwicy jest z 1876 roku, prawdopodobnie nagrobek miejscowego rybaka (na zdjęciu poniżej). Przedwojenne nagrobki od powojennych oprócz inskrypcji odróżnia też ich odwrotne zwrócenie – krzyżem w kierunku zachodnim, zaś powojenne są zorientowane na wschód.
W 1997 odsłonięto na cmentarzu tablicę pamiątkową poświęconą pamięci wiedeńskiego muzyka Heinricha Worsiscka-Schmidta, który zginął we Fromborku 8 lutego 1945 roku. Obelisk powstał staraniem córki zmarłego muzyka.
W 2018 przeprowadzono remont drogi dojazdowej do górnej części cmentarza, gdyż z powodu dużego spadku terenu droga ta często bywała niszczona przez opady deszczu, zaś remont parkingu przed bramą cmentarną będzie możliwy dopiero po uregulowaniu stanu prawnego tych nieruchomości, które w znacznej części są własnością prywatną. 
Współcześnie jest to jedyny czynny cmentarz w mieście i grzebani są na nim, inaczej niż przed wojną, wszyscy zmarli niezależnie od wyznania. 

## Pochowani na cmentarzu
Na cmentarzu pochowani są m.in.:
- Wiktor Białous pseud. „Kotwica” (1916–2001) – strzelec Wojska Polskiego II RP, członek załogi i obrońca Wojskowej Składnicy Tranzytowej na Westerplatte w 1939 roku
- Stanisław Nowicki (1910–1994) – starszy sierżant LWP, uczestnik szlaku bojowego z II Armią Wojska Polskiego, piekarz
- Anna Borkowska-Składzińska (1924–2013) – lekarz stomatolog, kapitan Wojska Polskiego
- Tadeusz Graniczka (1937–2014) – ksiądz katolicki, proboszcz parafii we Fromborku
- Otton Ślizień (1892–1985) – artysta malarz, założyciel i wieloletni dyrektor Muzeum Mikołaja Kopernika we Fromborku

## Galeria zdjęć

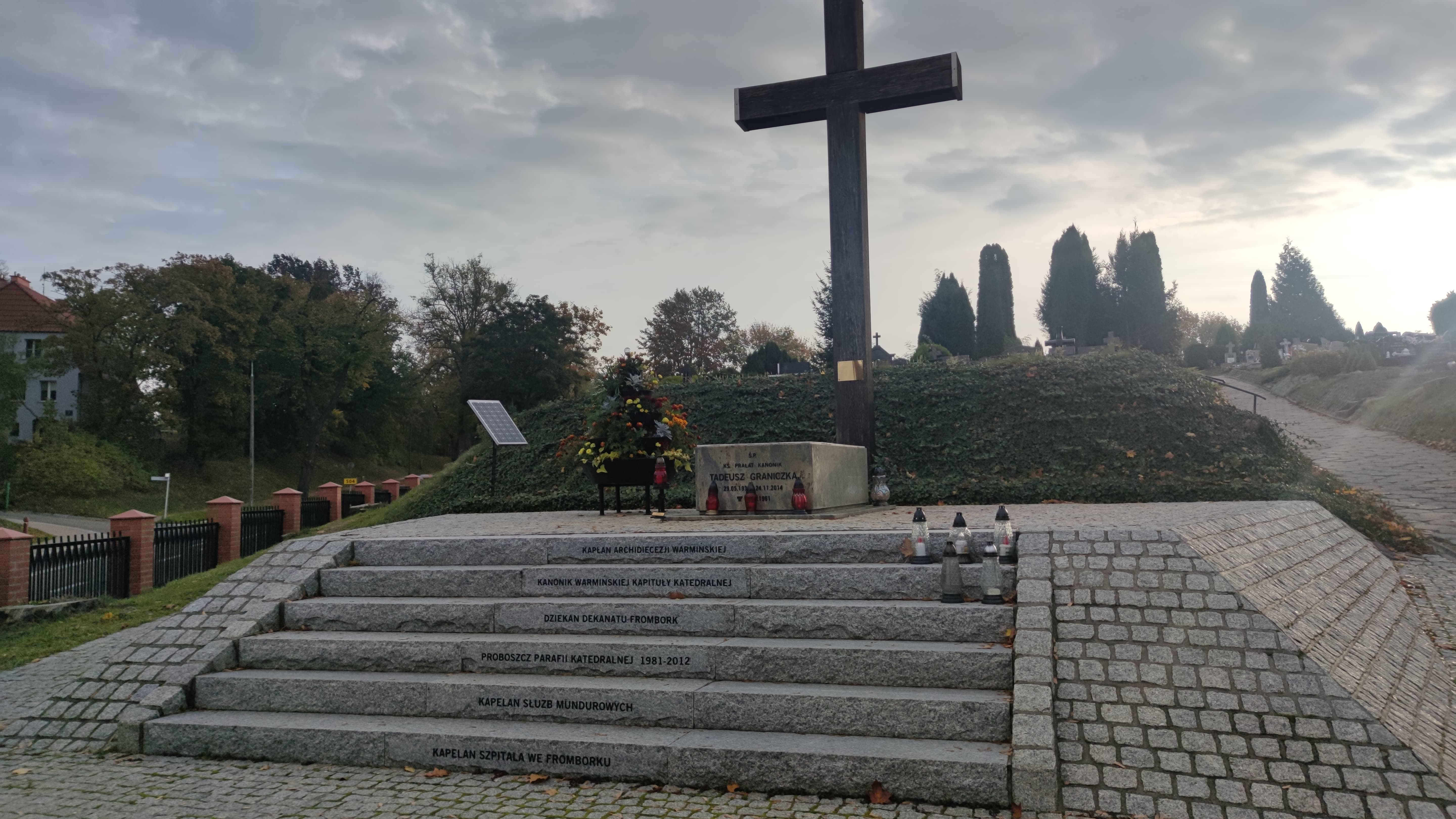
Grób ks. Graniczki
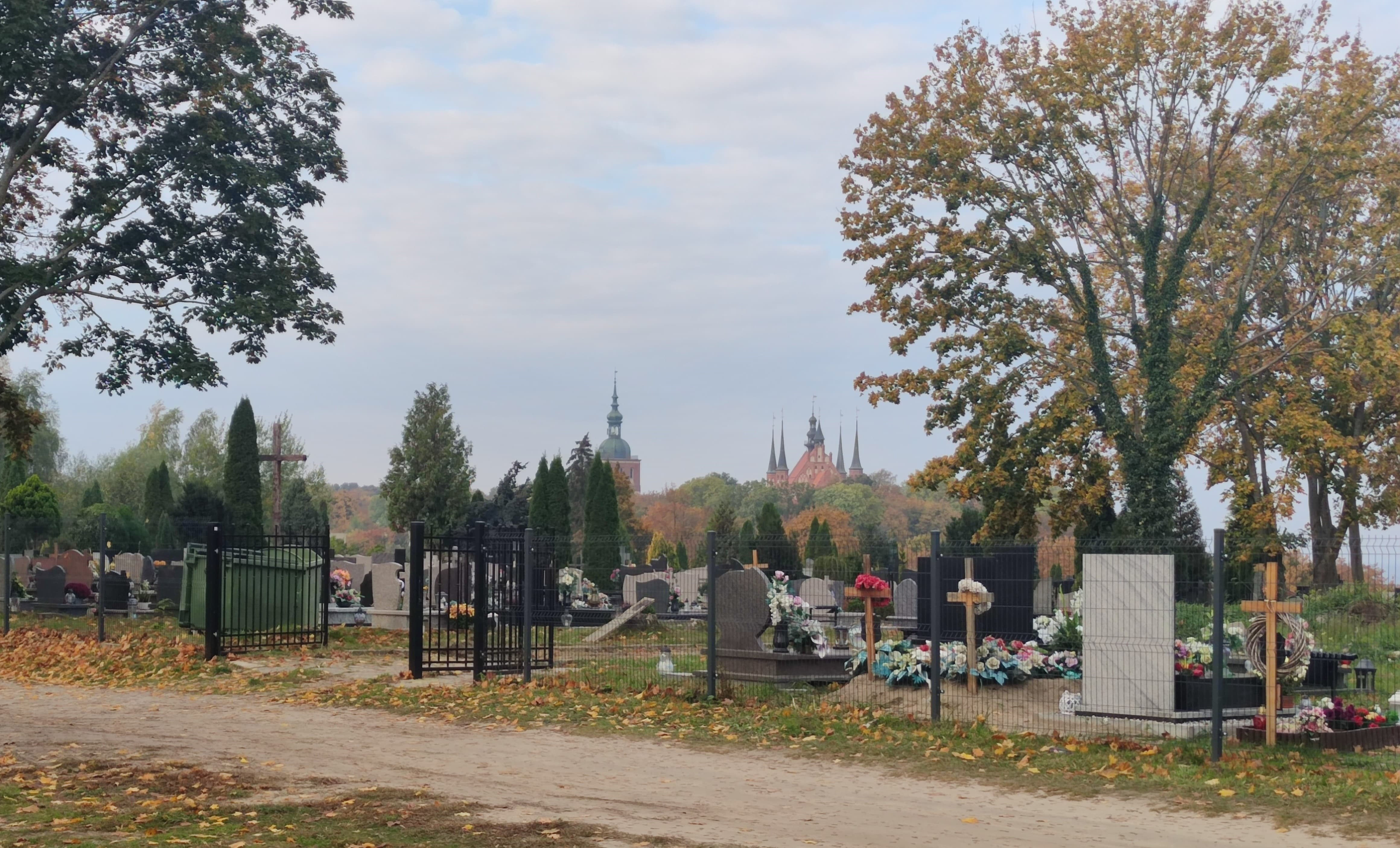
Widok od wschodu
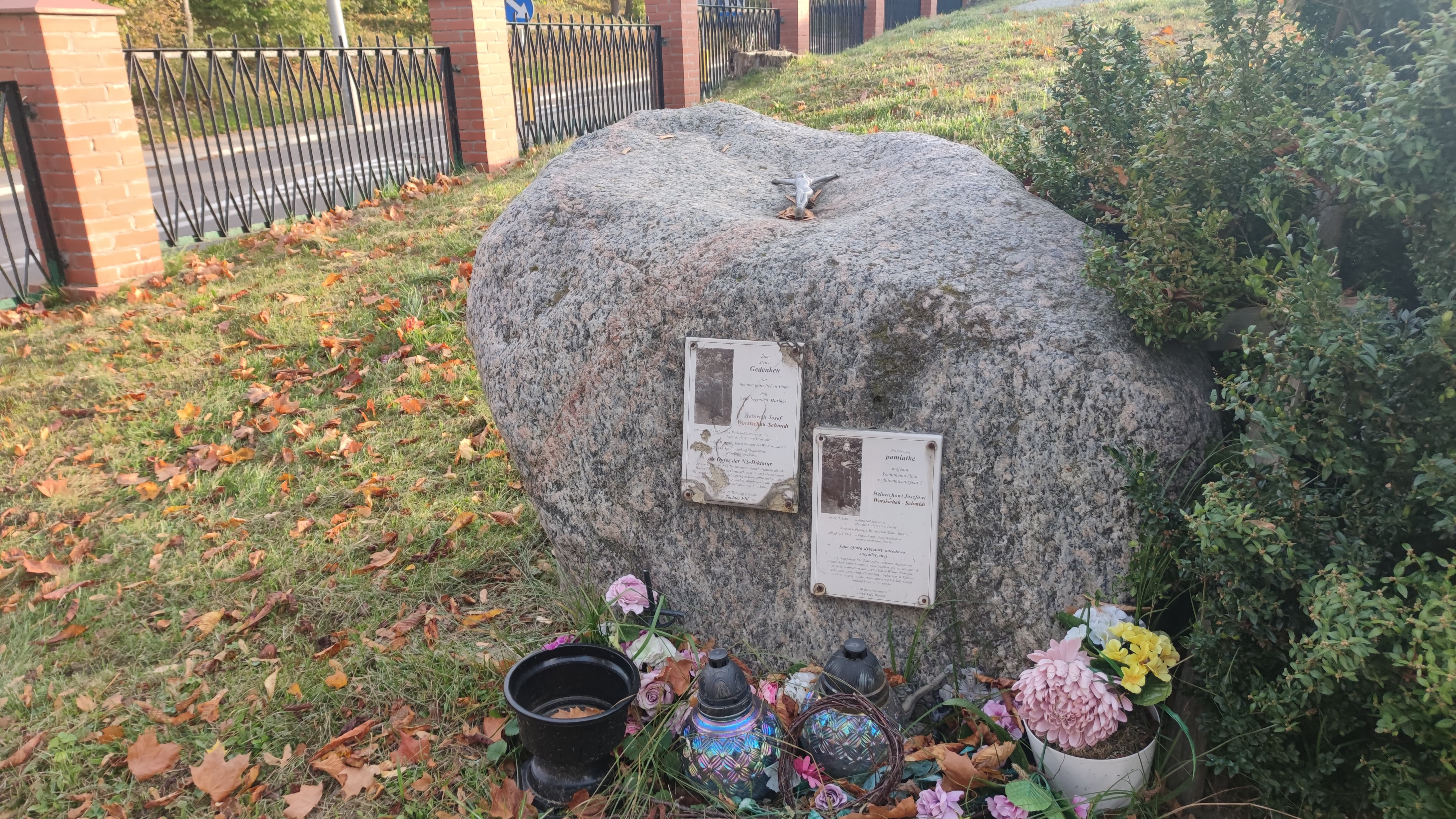
Kamień pamięci wiedeńskiego muzyka
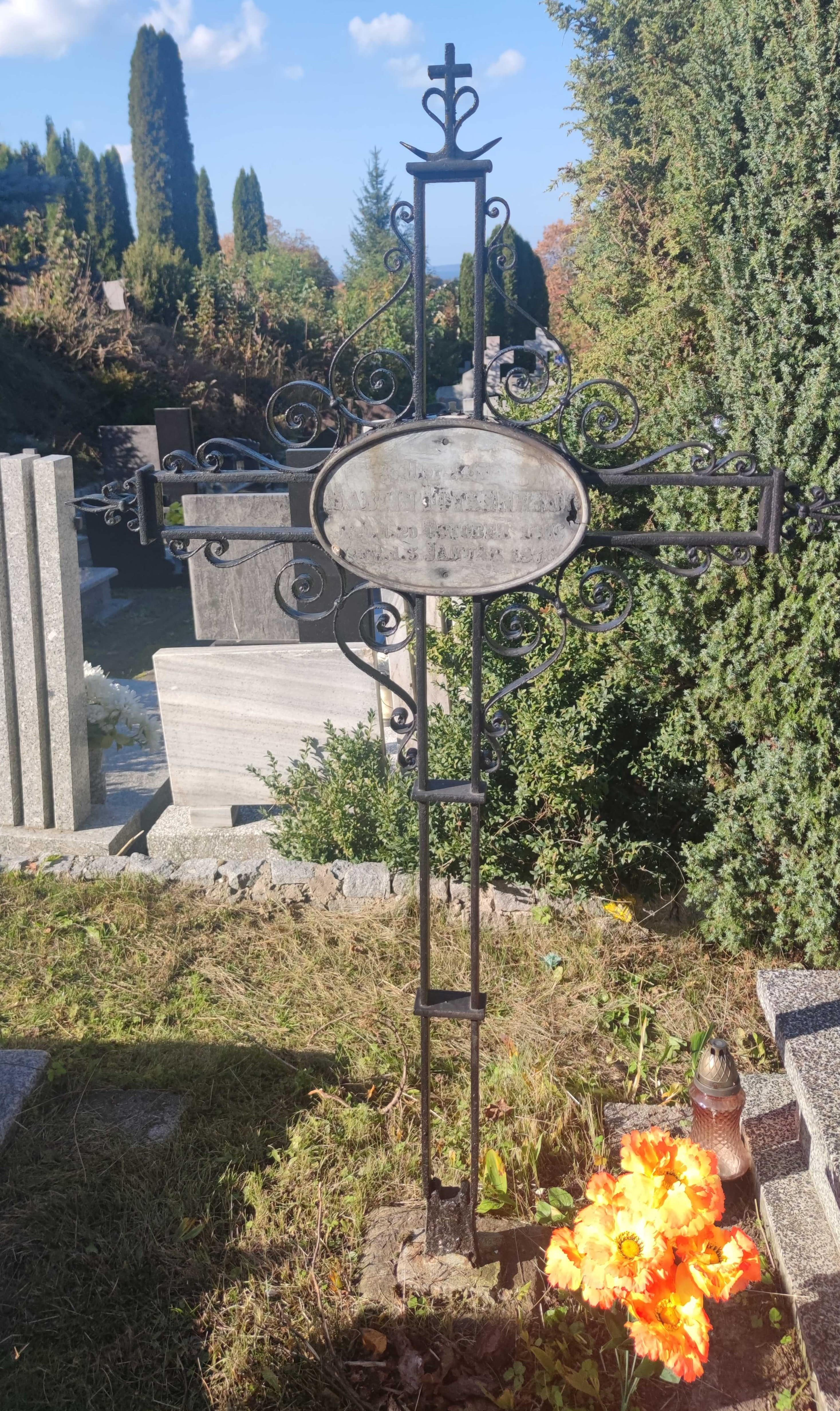
Krzyż z kotwicą (z roku 1876)
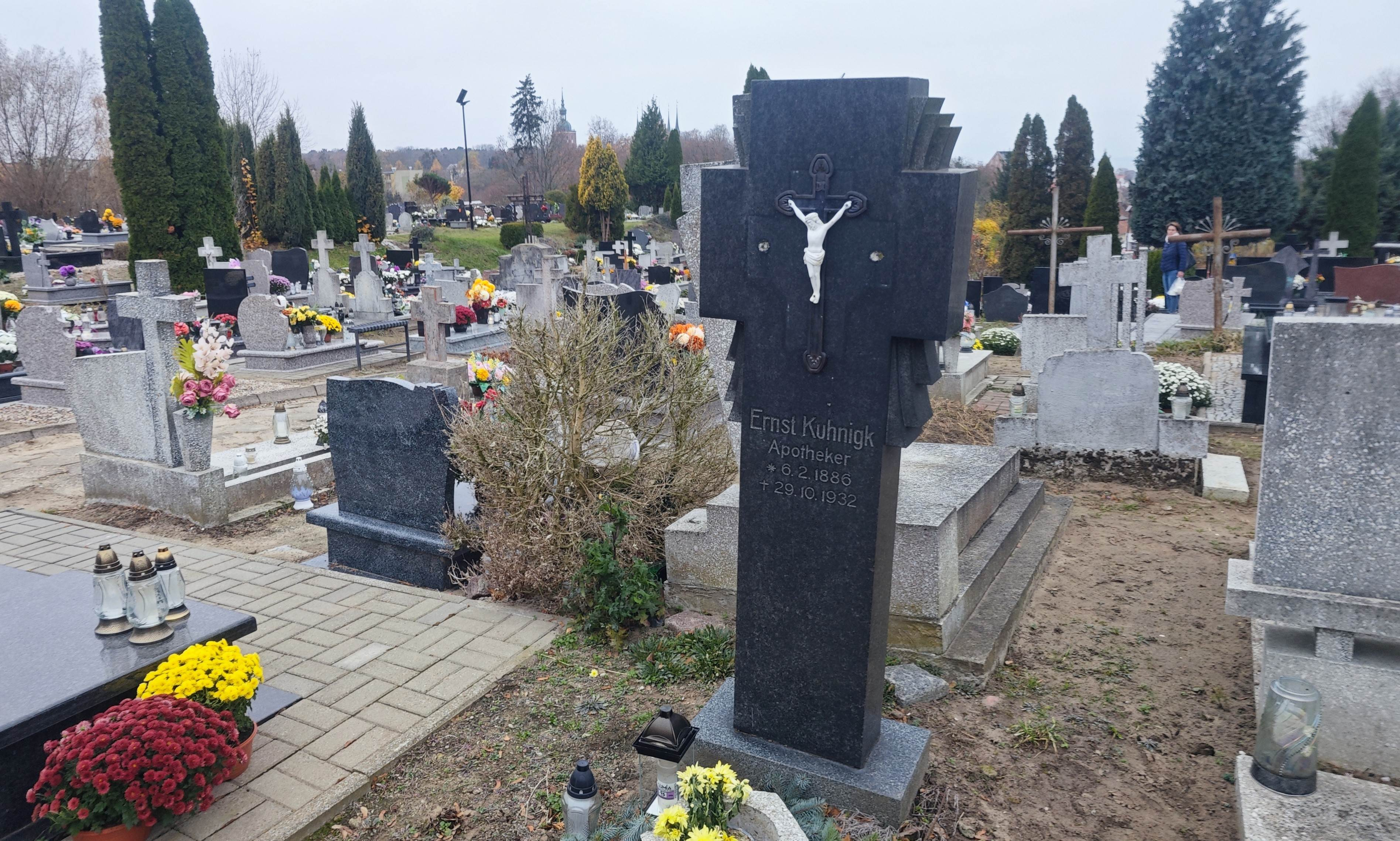
Przedwojenny nagrobek
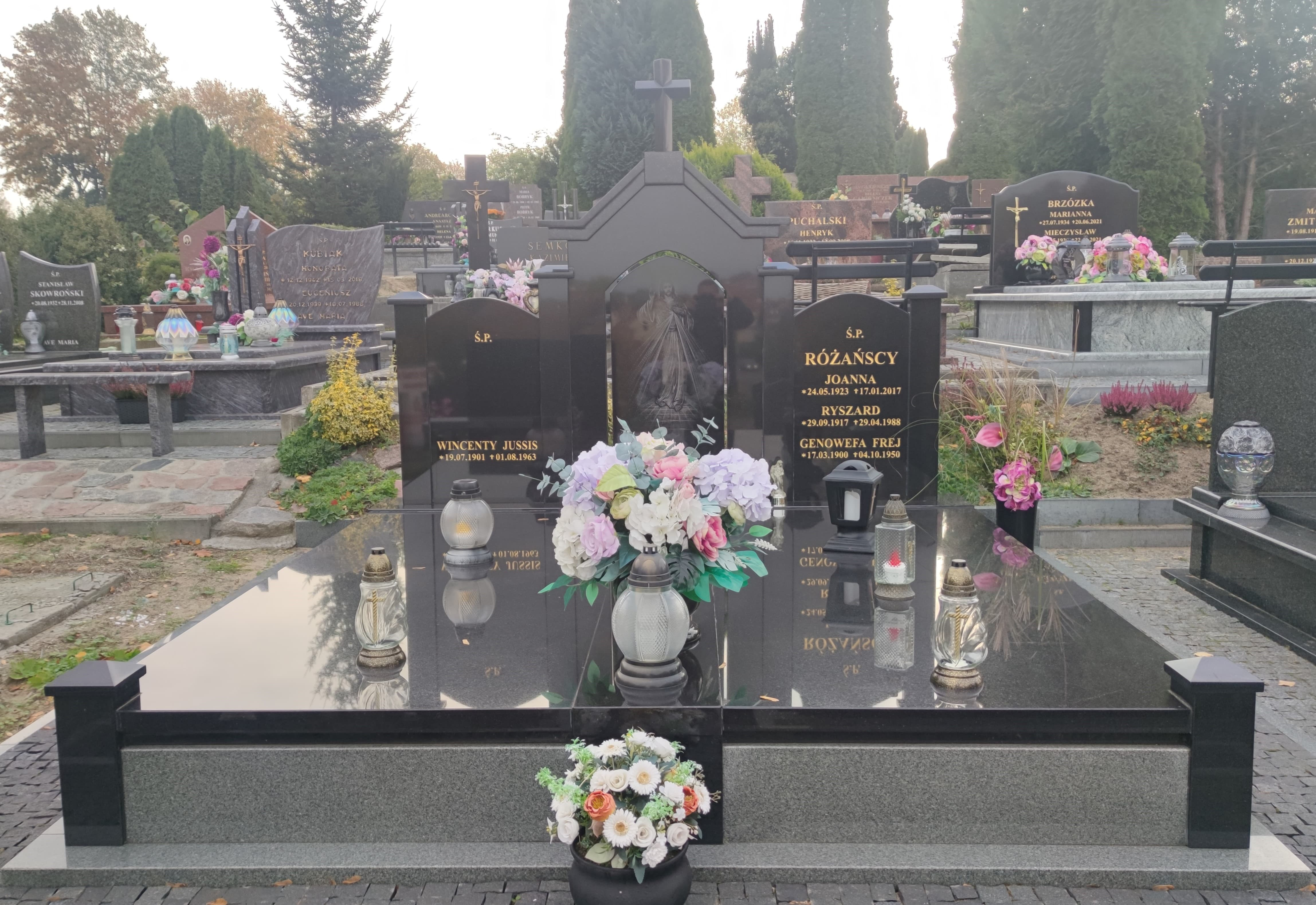
Mogiła W. Jussisa